# Odontopyge kilimandjarona
Odontopyge kilimandjarona är en mångfotingart som beskrevs av Carl Graf Attems 1910. Odontopyge kilimandjarona ingår i släktet Odontopyge och familjen Odontopygidae. Inga underarter finns listade i Catalogue of Life.